# Tixkokob
Tixkokob (del Maya yucateco: Lugar de víboras ponzoñosas) es una población del estado mexicano de Yucatán, localizada en el centro-norte del estado, a 22 km de la ciudad de Mérida. Es cabecera del municipio de Tixkokob.

## Historia
Con anterioridad a la conquista de Yucatán, la región donde se ubica Tixkokob pertenecía al cacicazgo maya de los ceh pech. No se tiene el registro de la fecha de fundación de la población y su más antigua referencia corresponde al año de 1549, como una encomienda perteneciente a Francisco de Montejo y León "el Mozo".
Al establecerse el estado de Yucatán tras la independencia de México, Tixkokob fue incluido en el Partido de la Costa, cuya cabecera era la ciudad de Izamal; posteriormente, se constituyó en cabecera de partido y en 1867 por decreto del Congreso de Yucatán recibió la categoría de Villa. En 1914 le fue dada la categoría de ciudad; sin embargo, unos meses después este decreto fue derogado y volvió a la condición de villa y el 24 de enero de 1923, fue a su vez derogado el que le daba esa categoría, quedando con el rango de pueblo hasta el día de hoy. Desde 1918 es cabecera del municipio de Tixkokob.

## Ubicación
Tixkokob se encuentra ubicado en el centro de la zona henequenera de Yucatán, a unos 24 kilómetros al este de la ciudad de Mérida, capital del estado, a medio camino entre esta e Izamal. Se comunica con estas ciudades por carretera.